# André Lamarre
Pour les articles homonymes, voir Lamarre.
André Marcel Lamarre, dit « Redon », né le 27 février 1926 à Paris et fusillé le 5 avril 1944 à Suresnes, à l'âge de 18 ans, est un Résistant français de la Seconde Guerre mondiale.

## Biographie
André Lamarre est issu d'une famille de douze enfants vivant en banlieue parisienne, au Kremlin-Bicêtre où il est mécanicien. 
Résistant durant la seconde guerre mondiale, il est arrêté le 28 mars 1944 dans le restaurant Le Provence, 116 avenue d'Italie à Paris, par des Français. Le patron du restaurant avait prévenu la police.
André Lamarre, soldat FFI, est condamné à mort pour actes de franc-tireur et fusillé à 18 ans au Mont-Valérien à Suresnes dans la proche banlieue parisienne, avec ses trois camarades. Ils sont initialement enterrés au carré des fusillés à Ivry par les Allemands, avant d'être transférés au Kremlin-Bicêtre après la Libération.

## Dernière lettre du résistant à sa famille
L'exemplaire original de la dernière lettre d'André Lamarre à ses proches a fait l'objet d'un don par la famille en mai 2024 au Musée de la Résistance et de la Déportation de la Citadelle de Besançon.
Voici le texte de la lettre que le résistant a fait parvenir avant sa mort. L'orthographe est volontairement laissée telle qu'elle est dans la lettre.

« Fraine le 5 / 4 / 1944 (et midi)
Chere Parents sœurs et frères
Je vous envoi ce petit mot qui sera le dernier. Mais je pars avec courage en pensant à vous tous. je ne regrette rien. Nous savions ce qui nous attendait. que voulez vous.
J'espère que chez vous tout va bien et que ca ira encore.
Vous n'avez qu'à pensez qu'il y en à d'autres qui ont passé dans les mêmes phrases de la vie. que je sois mort à la guerre. C'est plus beau parsque s'est en combattant mon ideal que moi ji passe.
Assez parler de moi. Tu recevras mes affaires dans un délai de 8 jours. J'espère que Roland et Jean retravaille chez lemoine et que les petits vont bien et que pour tes dents s'est arranges. Pour Jacqueline je lui souhaite d'être heureuse dans son mariage.
Je remercie toutes les personnes qui avec toi mon assisté. Pour Odette et Roger qui chante à l'accordéon un chant que j'ai aimé C'est l'accordéon C'est toi qui chante C'est le chant que je chantai en cellule.
Maintenant Voici mes dernières Volonté Pour ma tombe quand vous y viendrez apporter que des Fleurs Rouges. Et que vous soyez
toujours en accord avec mes frères et sœurs que veux tu la famille c'est Tout.
Je vous dis Adieu pour toutes la famille. Ainsi que tous les amis. chers Parents, frères et sœurs, je vous embrasse tous bien fort.
Votre fils André Lamarre qui meurt sans peur. J'ai embrassé cette lettre la ou il y a la croix. »

## Filmographie
L'histoire d'André Lamarre a fait l'objet d'un documentaire télévisé sous le nom Les quatre fusillés du Kremlin-Bicêtre (André Lamarre, Lucien Baillon, André Brier, Léon Brugniaud) dans lequel ses frères Jean Lamarre et Bernard Lamarre témoignent. Ce film a été réalisé par David Unger à partir de documents retrouvés par Caroline Bray dans une décharge et sur Internet, grâce à des numérisations et publications issues d'archives familiales publiées quelques années auparavant sur des sites spécialisés par Nicolas Guillaume-Lamarre, petit fils de Jean Lamarre. Le documentaire a été diffusé pour la première fois en France sur la chaîne Histoire en juin 2010 et sur France 3 en février 2011.

## Mémoriaux
- Nom gravé sur le mémorial de la France combattante au Mont-Valérien.
- Rue des Fusillés au Kremlin-Bicêtre.
- Plaque commémorative au Kremlin-Bicêtre à l'angle des rues Edmond Michelet et Carnot.
- Documents et archives liés à André Lamarre disponibles au Musée de la Résistance et de la Déportation de la Citadelle de Besançon